# Краснознаменск (Московска област)
Краснознаменск (рус. Краснознаменск) је затворени град у Русији у Московској области. Према попису становништва из 2010. у граду је живело 36103 становника.

## Становништво
| 2002.  | 2010.  |
| ------ | ------ |
| 28.044 | 36.103 |